# Korps Lombardia
Het Korps Lombardia (Duits: Generalkommando Lombardia) was een Duits legerkorps van de Wehrmacht tijdens de Tweede Wereldoorlog. Het korps was gelegerd in Ligurië. 

## Krijgsgeschiedenis

### Oprichting en inzet
Het Korps Lombardia werd opgericht op 3 augustus 1944 in Italië bij OB Südwest als een gemengd Duits-Italiaans korps. Delen van het 87e Legerkorps werden gebruikt voor de oprichting.
Het korps was gestationeerd in Ligurië en beschikte op de volgende datums over de genoemde eenheden:
- 16 september 1944: 232e Infanteriedivisie, 4e Italiaanse Bergdivisie "Monte Rosa"
- 28 september 1944, 13 oktober 1944: 232e Infanteriedivisie, 3e Italiaanse Infanteriedivisie "San Marco", 4e Italiaanse Bergdivisie "Monte Rosa"
- 5 november 1944: 148e Infanteriedivisie, 3e Italiaanse Infanteriedivisie "San Marco",
- 31 december 1944: delen 148e Infanteriedivisie, 3e Italiaanse Infanteriedivisie "San Marco", 4e Italiaanse Bergdivisie "Monte Rosa"
- 1 maart 1945: 135e Vestingsbrigade
- 10 maart 1945, 31 maart 1945: 135e Vestingsbrigade, 3e Italiaanse Infanteriedivisie "San Marco", delen 4e Italiaanse Bergdivisie "Monte Rosa"
- 7 april 1945, 12 april 1945: 135e Vestingsbrigade, 3e Italiaanse Infanteriedivisie "San Marco"

Het korps trok zich in april 1945 terug uit zijn posities en trok noordwaarts naar de Alpen.
Het Korps Lombardia capituleerde op 1 mei 1945 ten westen van Milaan aan troepen van het 5e Amerikaanse Leger.

## Bovenliggende bevelslagen
| Leger          | Legergroep     | Plaats/regio | Begin                 | Eind                  |
| -------------- | -------------- | ------------ | --------------------- | --------------------- |
| Armee Ligurien | Heeresgruppe C | Ligurië      | 3 augustus 1944       | oktober/november 1944 |
| 14. Armee      | Heeresgruppe C | Ligurië      | oktober/november 1944 | december 1944         |
| Armee Ligurien | Heeresgruppe C | Ligurië      | december 1944         | 1 mei 1945            |

## Commandant
| Rang                                                          | Naam      | Begin            | Eind       |
| ------------------------------------------------------------- | --------- | ---------------- | ---------- |
| Generalleutnant General der Artillerie (vanaf 1 oktober 1944) | Kurt Jahn | 1 september 1944 | 1 mei 1945 |